# Qusin
Qusin, en arabe : قوصين, est un village du gouvernorat de Naplouse en Palestine, situé à 8 km à l'ouest de Naplouse, au centre de la Cisjordanie.
Selon le recensement du bureau central palestinien des statistiques, la localité compte une population de 2 251 habitants en 2017.